# Хадым Хасан-паша
Хадым Хасан-паша (тур. Hadım Hasan Paşa;) — великий визирь Османской империи в 1597—1598 годах. 
В период правления Мурада III Хасан-паша обвинялся во взяточничестве на посту бейлербея Египта, за что был смещён и посажен в Едикуле. По заступничеству матери Мурада, валиде Нурбану-султан, он был освобождён из заключения и получил новый пост бейлербея Анатолии. На этом посту он тоже злоупотреблял своим положением, за что  опять попал в немилость. Через два года после смерти Мурада и воцарения Мехмеда III Хасан-паша стал великим визирем, по слухам, заплатив за должность валиде Сафие-султан. В результате вражды с Газанфером-агой, главой белых евнухов, Хасан-паша был смещён с поста и казнён.

## Биография
Нет данных о времени и месте рождения Хасана. Возможно, он попал в Стамбул по девширме, поскольку известно, что он рос в Эндеруне. По словам Ибрагима Печеви Хадым Хасан был дефтердаром Соколлу Мехмеда-паши, который был убит в 1579 году. В 1580 году Хасан уже был бейлербеем Египта и носил звание визиря. Во время пребывания в Египте Хасан был обвинён в том, что занимался взяточничеством и преследованием недругов. Говорили, что он за три года скопил незаконно полученные большие суммы денег. После поступления в Стамбул жалобы на Хасана-пашу, он был смещён и заключён в Едикуле, а его имущество арестовано.
Хасан-паша написал своей покровительнице, матери Мурада III Нурбану-султан, обещая подарки и деньги. По её заступничеству в итоге Хасан-паша был освобождён и был назначен бейлербеем Анатолии. Как бейлербей Анатолии Хасан-паша принимал участие в осаде Гянджи во время османо-сефевидской войны. В  1588 он стал бейлербеем Ширвана. После поступления новых жалоб на Хасана-пашу его сняли с поста визиря, а дом обыскали, но опять помиловали. После захвата Гянджи Хасан был назначен мухафизом (военным комендантом) города.
 22 января 1594 года Хасан-паша стал визирем. В январе 1595 года Мурад умер, ему наследовал его сын Мехмед III. В 1596 году, когда Мехмед III покинул Стамбул для участия в осаде Эгера, он назначил Хасана-пашу каймакамом Стамбула. На этом посту Хасан имел большие полномочия. 3 ноября 1597 года, когда был смещён великий визирь Дамат Ибрагим-паша, Хасан-паша с должности третьего визиря был назначен на пост великого визиря благодаря благосклонности Сафие-султан, матери Мехмеда.  Британский посланник Генри Лелло сообщал в Лондон, что Хасан просто купил свой пост, заплатив Сафие. Хасан-паша обвинялся в продаже свои высоких государственные должностей на аукционах. Утверждается, что деньги он отдавал валиде-султан, поскольку, как известно, он дарил подарки Сафие каждую неделю во время своего визирата.
Хасан неприязненно относился к капы-аге (главе белых евнухов) Газанферу-аге, который ранее заключил его в тюрьму и хотел устранить. Кроме того, Хасан-паша среди врагов имел наставника султана, Саад-эд-дина. Конфликт с Саад-эд-дином возник из-за должности шейх-аль-ислама: Хасан-паша хотел провести на эту должность кадиаскера Румелии поэта Бакы или кадиаскера Анатолии Карачелебизаде Хусама-эфенди, а  Саад-эд-дин сам на неё претендовал. Недруги Хасана-паши использовали против него его зависимость от Сафие-султан. По требованию валиде Хасан не доводил до сведения султана о неприятностях. Тем не менее, нашлись люди (неприятели Хасана), которые  сообщили Мехмеду, что Хасан укрывает от него информацию и берет взятки. Газанфер-ага, имевший влияние на Сафие-султан добился приказа об аресте Хасана-паши. 9 апреля 1598 года Бостанджибаши Ферхад-ага арестовал Хасана и отвёз его в Едикуле.  14 или 15 апреля 1598 года Хасан был казнён. Согласно источникам, Хасан-паша спокойно выслушал приговор, совершил ночной намаз, распорядился о захоронении тела рядом с построенным им фонтаном и оставил указания, касающиеся его вакуфов. После казни ага янычаров Наильчи Хасан отправился в особняк Хасана-паши и конфисковал его имущество. Хасан паша был великим визирем пять месяцев и шесть дней. Османзаде Ахмед Таиб писал, что Хасан паша был умный, знающий, но чрезвычайно жадный и заносчивый человек.